# 林詠琛
林詠琛（Lam Wing Sum）是香港一名編劇、小說家。
林詠琛中學畢業於香港聖士提反女子中學，大學於香港大學主修英國文學，副修心理學。畢業後，林詠琛曾任職品牌公關。
1999年12月，林詠琛自資出版首部小說《空之鏡》，2002年以《星星的眼睛》首次登上香港暢銷流行榜榜首。她的作品多以不可思議的浪漫愛情為題材，其中《魔幻廚房》於2004年被改編成電影，由鄭秀文、劉德華與言承旭主演。而《共生》也被拍成電影《異空危情》，2010年12月於中國大陸上映，2011年5月於香港上映，由馮德倫、應采兒及唐一菲主演。
「林詠琛」實際是個筆名，她曾在《壹本便利》雜誌（第619期）上的訪問中曾表示，筆名是由三個人的名字組成，「詠」是她本人。

## 作品列表

### 長篇小說
不思議系列
1. 空之鏡
2. 花見
3. 幻之光

一本堂系列
1. 不落之日
2. 星星的眼睛
3. 陽台上的瑪格烈特
4. 紅鞋兒
5. 魔幻廚房

魔幻探偵系列
1. 畫中消失
2. 水中消失
3. 夢中消失
4. 人間消失
5. 歌中消失

消失外傳
1. 雪迷宮
2. 武士與玫瑰
3. 三重世界

微妙物語
1. 口袋裡的雪球
2. 戀之奇蹟
3. 奇幻旅館
4. 雨色之男
5. 野餐男與步行女
6. 心之輪迴
7. 妖精之吻
8. 逝盟
9. 聲之記憶
10. 戀如水
11. 天使之顏
12. 共生
13. 純真
14. 思憶橋
15. 透明之翼
16. 星星的眼睛 緻愛版
17. 魔幻廚房 緻愛版
18. 七色戀文
19. 天秤上的戀人們
20. 紅鞋兒 緻愛版
21. 不落之日 緻愛版
22. 天空的秘密
23. 陽台上的瑪格烈特 緻愛版
24. 純白的謊言
25. 記憶的祭典
26. 零和遊戲
27. 漂流別戀
28. 極限遊戲
29. 盲點遊戲
30. 20億次心跳
31. 魔女遊戲
32. 小狐異談
33. 姓名遊戲
34. 異能者，幽靈與殺人犯
35. 淚花兒
36. 九型人格花椒八角關係 上
37. 九型人格花椒八角關係 下
38. 寂寞遊戲
39. 親仇遊戲
40. 迴轉回憶杯麵
41. 永生與一瞬
42. 陰陽路上抓到你
43. 陰陽路上謎魂你
44. 陰陽路上復仇記
45. 世紀戀愛囚室

着謎系列
1. 即將遺忘
2. 深藍的呼喚
3. 左手之約束
4. 破幻之眼
5. 逆轉之秋
6. 一切歸零

着謎外傳
1. 解夏
2. 夢拉龍
3. 守護星

牽手企畫
1. 永遠之夏（插畫：町田尚子）
2. 遠空之藍（插畫：小橘子）

隱系列
1. 隱
2. 界
3. 幻
4. 賽
5. 真

散文集
1. LOVE． LIFE 心情照準
2. 寫作飛行中
3. 心情照準2 BITTER SWEET

### 短篇小說集
1. 未完成的邂逅
2. 水底的日子
3. 右方的愛情國度
4. 雨，遲下了一天

### 臉孔小說十部曲
林詠琛著迷以人的臉孔作小說題材，在「寫作後窗」網誌透露共有十本作品，惟未全數列出，文中表示《心之輪迴》是第六部。沒有公佈的原因，是林詠琛視為與自己玩的一個遊戲，認為自己開謎就不好玩，不如由讀者競猜，全部猜中才揭曉。從2008年8月8日開始遊戲，到2009年3月6日公佈答案。
臉孔小說作品集
1. 空之鏡
2. 花見
3. 紅鞋兒
4. 夢中消失
5. 奇幻旅館
6. 雨色之男
7. 心之輪迴
8. 天使之顏
9. 共生
10. 即將遺忘

## 電影編劇作品
- 2016年：七月與安生 (與李媛、許依萌、吳楠聯合編劇)
- 2019年：少年的你 (與李媛、許依萌聯合編劇)

## 獎項及提名
| 年份   | 頒獎典禮                   | 獎項           | 影片           | 结果                        |
| ------ | -------------------------- | -------------- | -------------- | --------------------------- |
| 2016年 | 第53届金馬獎               | 最佳改編劇本   | 《七月與安生》 | 提名                        |
| 2017年 | 第23屆香港電影評論學會大獎 | 最佳編劇       | 《七月與安生》 | 提名                        |
| 2017年 | 第36屆香港電影金像獎       | 最佳編劇       | 《七月與安生》 | 提名                        |
| 2017年 | 第24屆北京大學生電影節     | 最佳編劇       | 《七月與安生》 | 獲獎 (與李媛、許依萌、吳楠) |
| 2017年 | 第17屆華語電影傳媒大獎     | 最佳編劇       | 《七月與安生》 | 獲獎                        |
| 2018年 | 第34届大众电影百花奖       | 最佳編劇       | 《七月與安生》 | 獲獎 (與李媛、許依萌、吳楠) |
| 2020年 | 第26屆香港電影評論學會大獎 | 最佳編劇       | 《少年的你》   | 提名                        |
| 2020年 | 香港電影編劇家協會大奬2020 | 年度推薦劇本獎 | 《少年的你》   | 獲獎                        |
| 2020年 | 第39屆香港電影金像獎       | 最佳編劇       | 《少年的你》   | 獲獎 (與李媛、許依萌)       |
| 2020年 | 第35届大众电影百花奖       | 最佳編劇       | 《少年的你》   | 提名 (與李媛、許依萌)       |
| 2020年 | 第33屆中國電影金雞獎       | 最佳編劇       | 《少年的你》   | 提名                        |

## 外部連結
- 香港官方網站 （页面存档备份，存于）
- 台灣官方網站 （页面存档备份，存于）
- 林詠琛的微妙物語部落格 （页面存档备份，存于）
- 寫作後窗 （页面存档备份，存于）